# Vinko Globokar

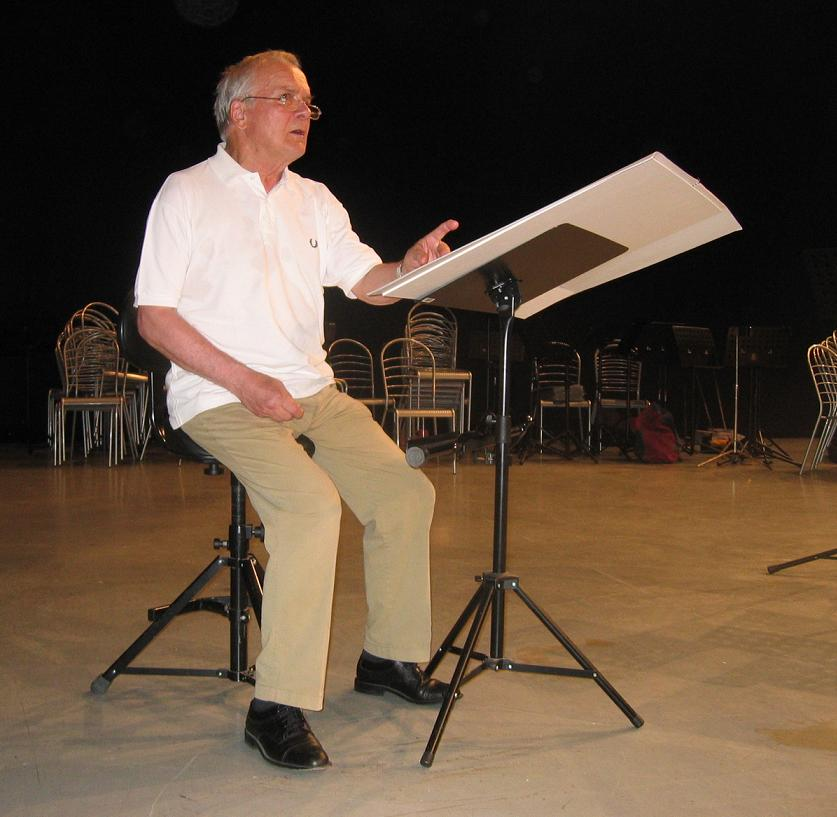
Vinko Globokar, 2006

Vinko Globokar (ur. 7 lipca 1934 w Anderny, Francja) – słoweński kompozytor i puzonista.

## Życiorys
Jest synem górnika – imigranta ze Słowenii zamieszkałego w lotaryńskim zagłębiu górniczym. Jego ojciec uczestniczył w słoweńskim chórze wiejskim. Vinko uczył się gry na fortepianie u słoweńskiego nauczyciela. W szkole zapoznał się z językiem i kulturą Francji.
Od trzynastego do dwudziestego pierwszego roku życia mieszkał Globokar w stolicy Słowenii – Lublanie, grając w zespole jazzowym Bojana Adamicia. Od roku 1949 studiował w lublańskim konserwatorium grę na puzonie. W roku 1950 został członkiem radiowej orkiestry jazzowej.
W latach 1955–1959 kontynuował naukę gry na puzonie w Konserwatorium Paryskim u André Lafosse’a. 
W latach 1960–1963 studiował prywatnie kompozycję i dyrygenturę u René Leibowitza. Za jego pośrednictwem zetknął się z Claude Lévi-Straussem, Jean-Paul Sartrem i innymi francuskimi intelektualistami. 
Na zaproszenie Luciano Berio przeniósł się 1964 do Berlina, by kontynuować u niego studia. W latach 1965–1966 uczestniczył w Center for Creative and Performing Arts w Buffalo (USA). Następnie dzielił czas na komponowanie i działalność koncertową. 
1968 zamieszkał w Kolonii i na tamtejszej Hochschule für Musik Köln uczył gry na puzonie. 
Założył wraz z muzykami Michelem Portalem, Carlosem Roqué Alsina i Jean-Pierre Drouetem zespół improwizacyjny New Phonic Art. 1976 został powołany na wykładowcę w Institut de Recherche et Coordination Acoustique/Musique (IRCAM) w Paryżu. Od roku 1979 działał w Paryżu jako niezależny kompozytor i wirtuoz puzonu. 
W latach 1983–1999 był profesorem kameralistyki w Scuola di musica di Fiesole (koło Florencji).
Globokar komponuje głównie utwory kameralne i chóralne. Zajmuje się teorią muzyki awangardowej. Występuje jako puzonista, stosując nowatorskie techniki gry.

## Dzieła (wybór)
- Vendre le Vent na fortepian, perkusję, pięć instrumentów dętych drewnianych i cztery blaszane
- Ausstrahlungen dla solisty i dwudziestu muzyków
- Discours II na pięć puzonów
- Discours III na pięć obojów
- Discours IV na trzy klarnety
- Fluide na instrumenty dęte blaszane i perkusję
- Etude I na dziewiętnastu solistów
- Etude II na orkiestrę
- La ronde na instrumenty
- Drama na fortepian i perkusję
- Atemstudie na obój solo
- Vioe na chóry i trzy orkiestry
- Accord na sopran, puzon, wiolonczelę, flet, organy i perkusję
- Traumdeutung na cztery chóry, czelestę, harfę, wibrafon i gitarę
- Airs na osiem głosów, puzon, klarnet i dwóch asystentów
- Standpunkte na sopran, chór i orkiestrę z prezentacją multimedialną
- Caroussel na czterech śpiewaków i szesnaście instrumentów
- Miserere na głosy z orkiestrą
- Dialog über Luft na akordeon
- Toucher na perkusję solo
- Dialog über Erde na perkusję solo
- Notes na fortepian
- Les Emigrés na zespół z prezentacją multimedialną
- La Prison na osiem instrumentów
- Radiographie d'un roman, 39 „rozdziałów“ w pięciu językach z chórem, solistami i perkusją

## Publikacje
- Einatmen, Ausatmen, 1994, ISBN 3-923997-60-4
- Laboratorium (teksty do muzyki 1967–1997), 1998, ISBN 3-930735-23-7